# Apanteles coilus
Apanteles coilus är en stekelart som beskrevs av Nixon 1965. Apanteles coilus ingår i släktet Apanteles och familjen bracksteklar. Inga underarter finns listade i Catalogue of Life.